# Løgumkloster Amt
Løgumkloster Amt var indtil hertugdømmernes afståelse i 1864 et amt i Hertugdømmet Slesvig.
Det bestod sammen med Aabenraa Amt af områderne
- 2a Sønder Rangstrup Herred
- 2b Rise Herred
- 2c Varnæs Birk
- 2d Løgumkloster Birk med flækken Løgumkloster
- Købstaden Aabenraa

Amtet blev dannet 1542-1568 af det sekulariserede Løgumkloster gods og fik først en amtmand i 1568. I 1599 fik amtet fælles amtmand med Tønder Amt og fra 1677 med Aabenraa Amt. Løgumkloster Amt blev i 1850 atter underlagt Tønder Amt.

## Amtmænd
Denne liste er ufuldstændig; hjælp gerne med at udfylde den.
- 1604-16??: Hans Clausen von der Wisch
- 1714-1723: Johan Ludwig Pincier von Kønigstein
- 1723-1752: Christian Albrecht von Massau
- 1752-1756: Joachim Christoph von der Lühe
- 1757-1768: Joachim Ehrenreich von Behr
- 1768-1772: Frederik Vilhelm Wedel-Jarlsberg
- 1773-1773: Frederik Bardenfleth
- 1773-1775: Gustav Frederik Holck-Winterfeldt
- 1775-1802: Samuel Leopold von Schmettau
- 1802-1808: Konrad von Blücher-Altona
- 1808-1829: Otto Johan Stemann
- 1830-1842: Christian Ludvig Tillisch
- 1850-1860: Arthur Christian Detlev Ludvig Eugenius Reventlow
- 1860-1864: Ludvig Brockenhuus-Schack